# Mastoremus diversicornis
Mastoremus diversicornis är en skalbaggsart som beskrevs av Abdullah 1964. Mastoremus diversicornis ingår i släktet Mastoremus och familjen kvickbaggar. Inga underarter finns listade i Catalogue of Life.